# Tubre
Tubre (en allemand, Taufers im Münstertal) est une commune italienne d'environ 1 000 habitants située dans la province autonome de Bolzano dans la région du Trentin-Haut-Adige dans le nord-est de l'Italie.

## Géographie
Tubre est située dans la vallée de Müstair.

## Administration
| Période                                  | Période  | Identité               | Étiquette | Qualité |
| ---------------------------------------- | -------- | ---------------------- | --------- | ------- |
| 9 mai 2005                               | En cours | Hermann Bernhard Fliri | SVP       |         |
| Les données manquantes sont à compléter. |          |                        |           |         |

### Hameaux
Pontevilla, Rivaira

### Communes limitrophes
Les communes limitrophes sont  Glorenza, Malles Venosta, Prato allo Stelvio, Scuol, Stelvio et Val Müstair.

### Évolution démographique
Habitants recensés